# إيلين ريد
إيلين ريد هي مغنية كندية، ولدت في 14 يوليو 1966 في سيلكيرك في كندا.

## وصلات خارجية
- إيلين ريد على موقع IMDb (الإنجليزية)
- إيلين ريد على موقع ميوزك برينز (الإنجليزية)
- إيلين ريد على موقع أول ميوزيك (الإنجليزية)
- إيلين ريد على موقع ديسكوغز (الإنجليزية)